# Eastern Michigan University
Eastern Michigan University (Uniwersytet Wschodniego Michigan), skrótowiec EMU – amerykański uniwersytet publiczny, założony w 1849 w Ypsilanti (Michigan), kształcący około 23 tys. studentów na ponad 200 kierunkach studiów licencjackich, magisterskich i doktoranckich, obejmujących dziedziny biznesu, edukacji i zdrowia. W 2013 zajął 80. miejsce w rankingu najlepszych uniwersytetów regionalnych w środkowo-zachodnich Stanach Zjednoczonych.

## Historia
Władze stanu Michigan w roku 1849 formalnie powołały do życia Michigan State Normal School – uczelnię, której zadaniem była edukacja w zakresie pedagogiki, „sztuk mechanicznych”, hodowli, chemii rolnej i prawa Stanów Zjednoczonych. Jednym z założycieli i pierwszych wykładowców Normal School oraz pierwszym rektorem (principal w latach 1851–1865) był Adonijah Welch. 
Pierwszymi budynkami Normal School były:

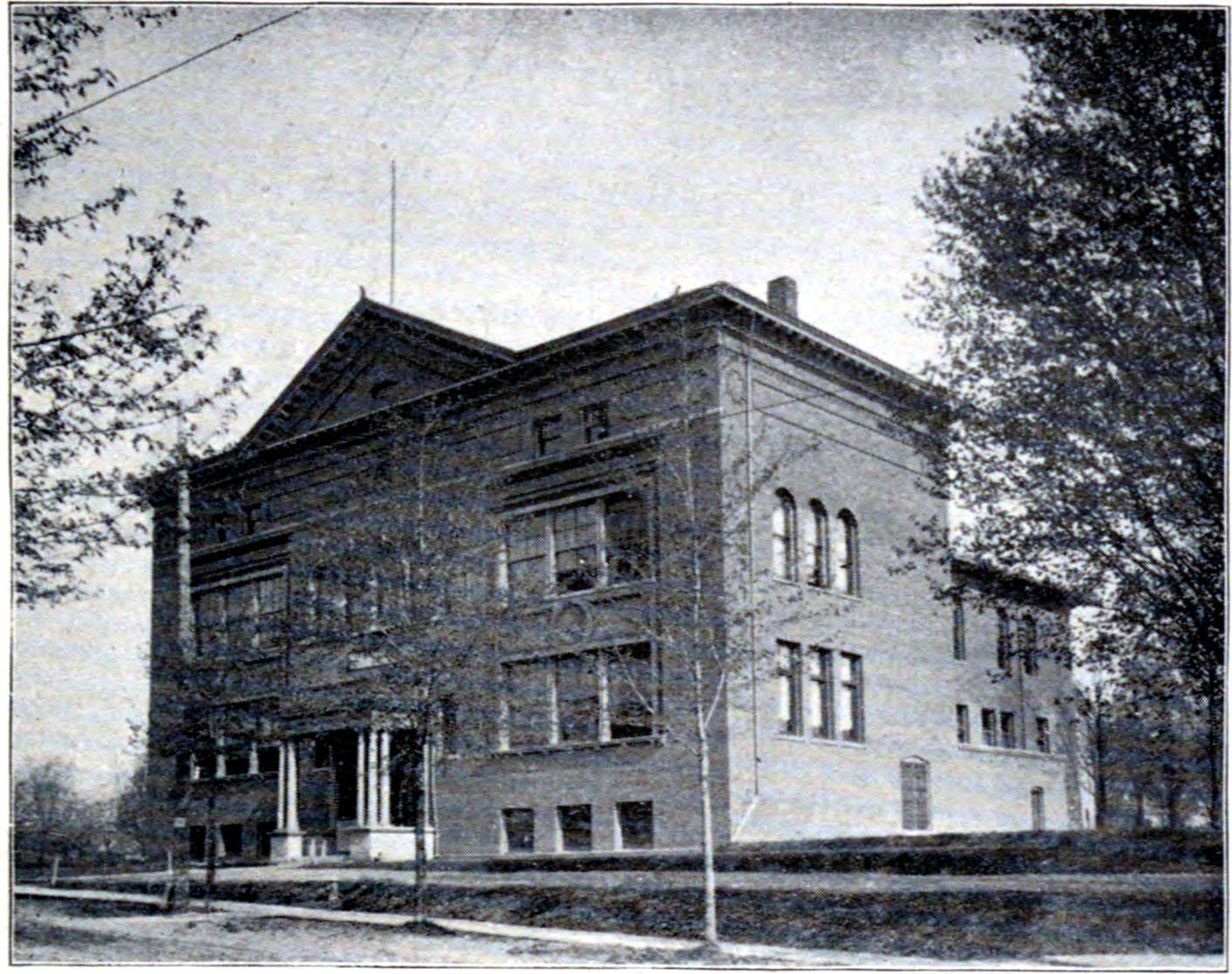
Welch Hall w Michigan State Normal School, 1897

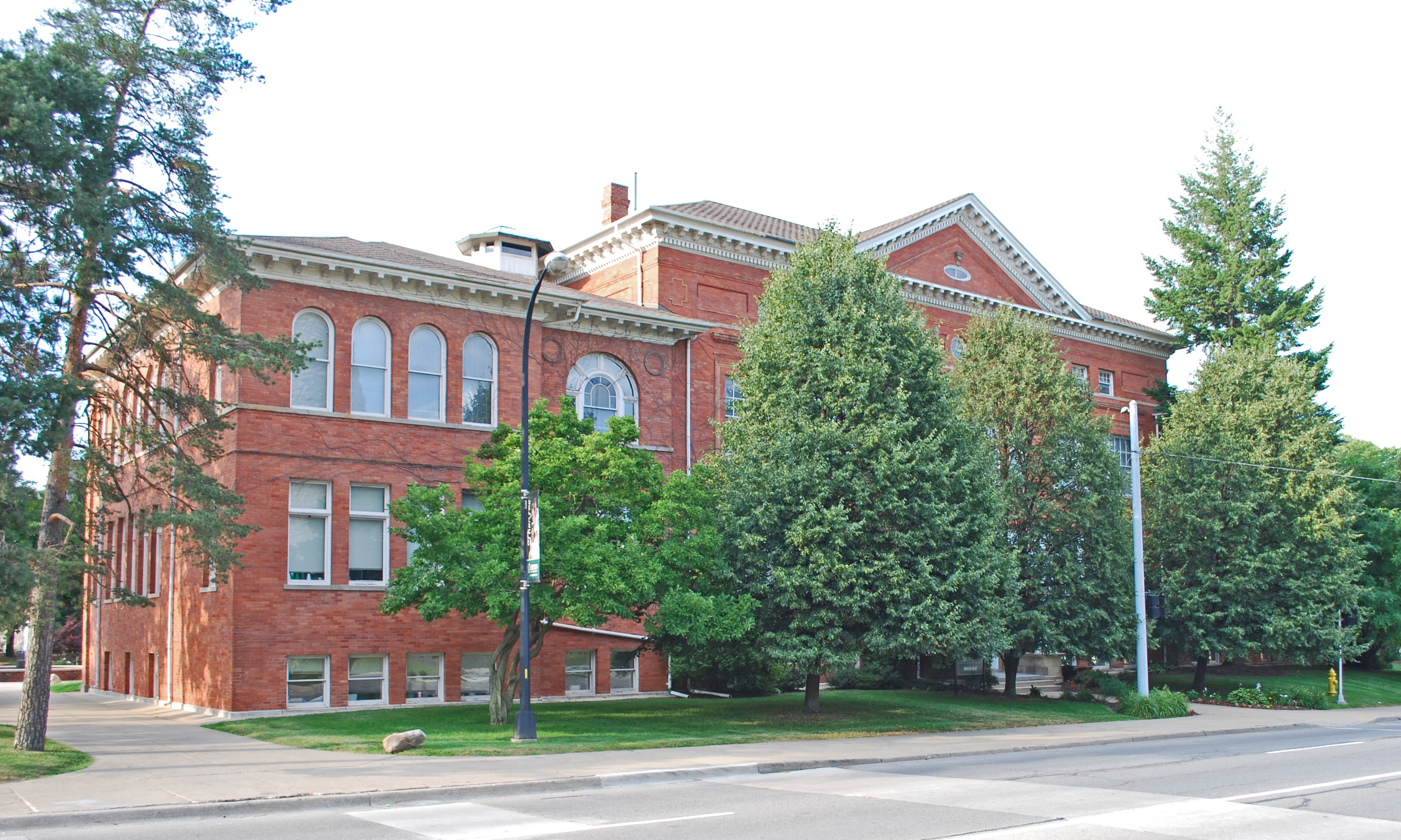
Welch Hall w Eastern Michigan University (2010)

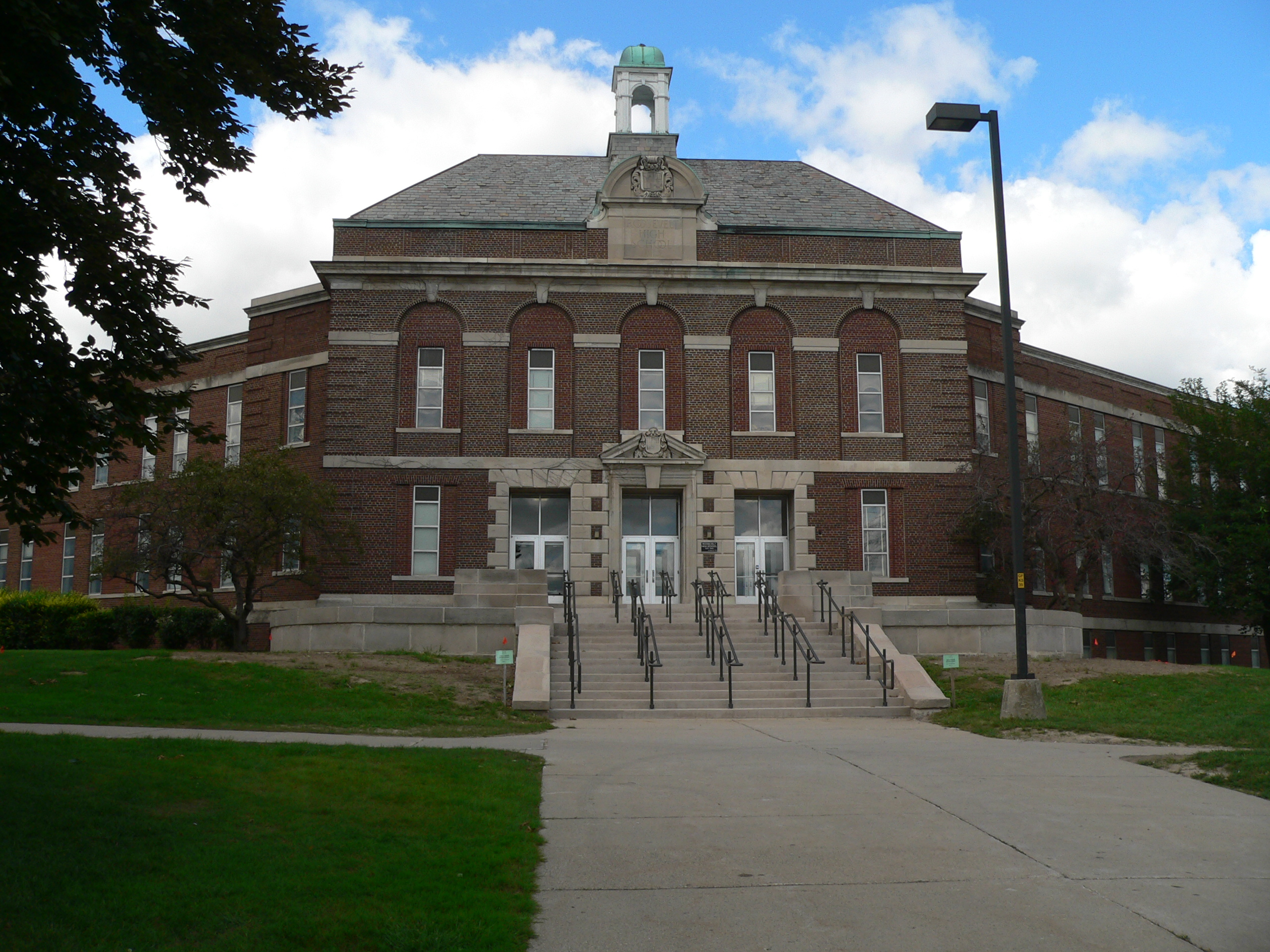
Roosevelt Hall w Eastern Michigan University

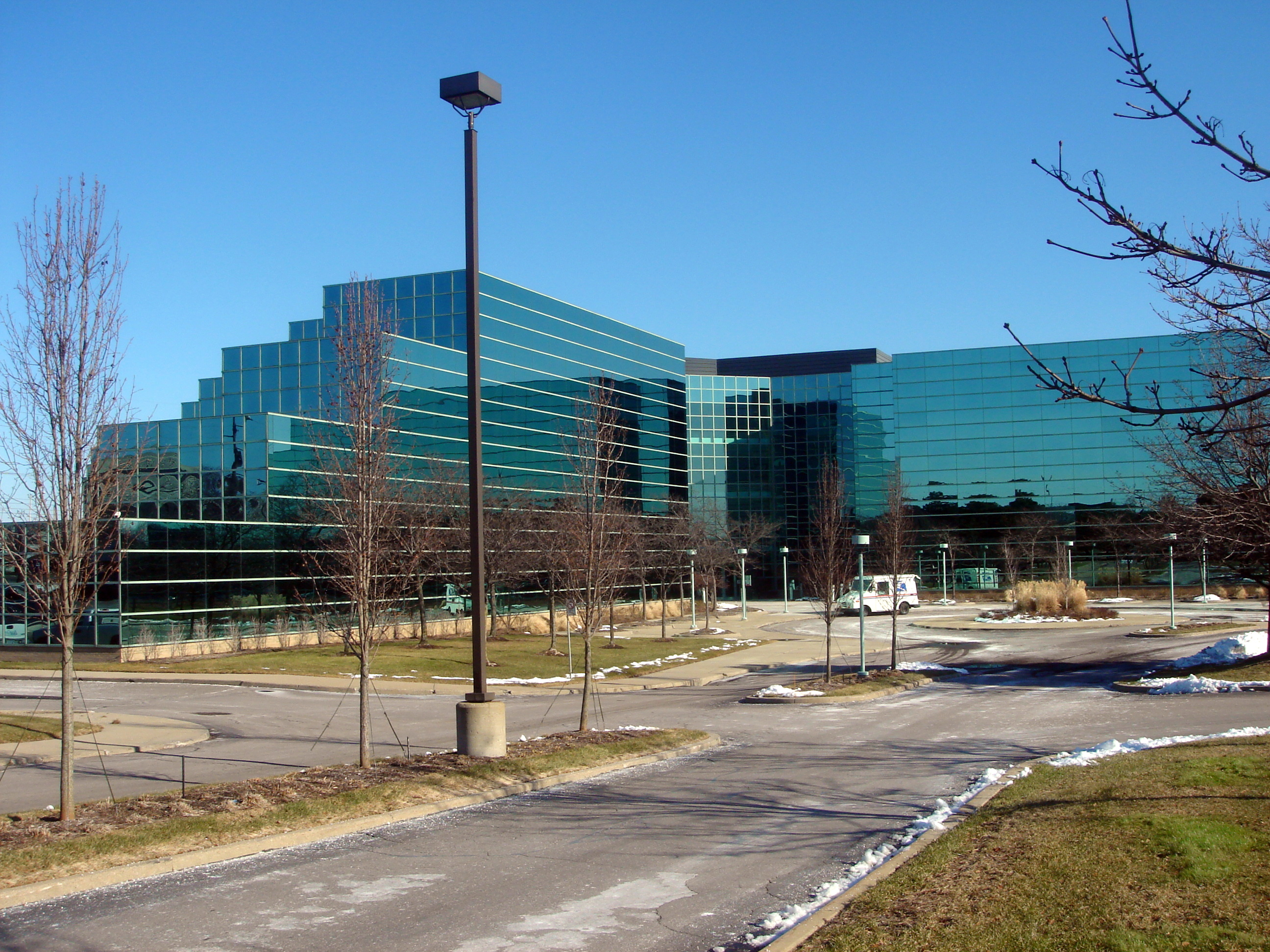
Budynek Continuing Ed w EDU-Livonia

– 1852: Old Main Building, mieszczący m.in. biura administracji, sale wykładowe, bibliotekę
– 1864–1870: The Conservatory, początkowo przewidziany dla State Agricultural Society (muzeum rolnictwa), a następnie użytkowany przez Normal Training School (1870–1872) i jako Conservatory of Music (do 1914)
– 1862: The Old Gymnasium, wybudowane jako budynek drewniany; po jego zniszczeniu przez pożar (1873) wybudowano w latach 1894–1913 – w miejscu współczesnego parkingu obok Welch Hall – budynek z czerwonej cegły (dwa jednakowe skrzydła – dla kobiet i mężczyzn).
Wymienione budynki już nie istnieją – zostały w XX wieku wyburzone i zastąpione większymi i bardziej nowoczesnymi. Inny los przypadł budynkowi, znanemu jako Welch Hall, który został wybudowany w roku 1896, a 26 marca 1897 dedykowany pierwszemu rektorowi. Był on zaprojektowany, i początkowo użytkowany, jako wzorcowa szkoła ćwiczeń studenckich (400 uczniów). W miarę jej rozwoju budynek rozbudowywano (w latach 1900 i 1909 dobudowano dwa skrzydła), a ostatecznie szkołę przeniesiono do Roosevelt Hall, przeznaczając Welch Hall innym jednostkom organizacyjnym (od 1960 – budynek administracji). W latach 80. XX w., z powodu złego technicznego stanu obiektu, władze uczelni rozważały jego wyburzenie lub przekształcenie w kompleks apartamentów prywatnych, jednak w roku 1984 został włączony do rejestru zabytków, a dzięki temu Kongres przyznał uczelni w 1985 r. grant w wysokości 2,5 mln $. W odrestaurowanym Welch Hall znajdują się biura rektoratu EMU, z kancelarią rektora. Dzięki sukcesowi starań o zachowanie historycznego obiektu zmieniła się polityka uczelni – kierowanej wówczas przez rektora Johna W. Portera – wobec wszystkich zabytkowych budynków kampusu (już w drugiej połowie lat 80. odrestaurowano kilka kolejnych). 
W pierwszych latach XXI wieku w kampusie powstało kilka nowych, nowoczesnych budynków, m.in. Everett L. Marshall Building – siedziba College of Health and Human Services (2000).
Troską jest otaczana również dokumentacja, związana z historią uczelni. Jednym z przejawów tej troski jest praca Dawna M. Gaymera (Department of Leadership and Counseling), pt. The Evolution of Eastern Michigan University The Politics of Change and Persistence (2009), w której przedstawiono rozwój uczelni na szerszym tle historycznym. Zostały wyodrębnione ery: tworzenia Michigan State Normal School (1850–1860), uprzemysłowienia (1860–1902), dobrobytu (1902–1930), dywestycji (1930–1941), transformacji (1941–1963), masowego szkolnictwa wyższego (1963–1980). W tych latach Michigan State Normal School ulegał kolejnym restrukturyzacjom; w roku 1956 został przekształcony w Eastern Michigan College, a następnie, w roku 1959, w Eastern Michigan University (ESU). 
Współczesny EMU (2013) dysponuje 122 budynkami głównego kampusu, rozlokowanymi na powierzchni 800 akrów. W pięciu kolegiach kształci się – na ponad 200 kierunkach studiów – 23341 studentów (stopień I: 18569; stopień II: 4772), w tym 1000 studentów zagranicznych z 85 krajów. W rankingu U.S. News uniwersytet zajął 80. miejsce wśród regionalnych uniwersytetów w środkowo-zachodnich Stanach Zjednoczonych.

## Rektorzy
Opracowano na podstawie materiału źródłowego.

- 1851–1865 – Adonijah Strong Welch
- 1865–1870 – David Porter Mayhew
- 1870–1871 – Charles FitzRoy Bellows
- 1871–1880 – Joseph Estabrook
- 1880–1881 – Malcolm MacVicar
- 1880–1883 – Daniel Putnam
- 1883–1885 – Edwin Willits
- 1885–1886 – Daniel Putnam
- 1886–1893 – John Mayhelm Barry Sill
- 1893–1899 – Richard Gause Boone
- 1900–1902 – Elmer A. Lyman
- 1903–1911 – Lewis Henry Jones
- 1912–1933 – Charles McKenny
- 1933–1948 – John M. Munson
- 1948–1965 – Eugene B. Elliott
- 1965–1974 – Harold E. Sponberg
- 1974–1978 – James Brickley
- 1979–1989 – John W. Porter
- 1989–2000 – William E. Shelton
- 2001–2004 – Samuel A. Kirkpatrick
- 2004–2005 – Craig D. Willis
- 2005–2007 – John A. Fallon, III
- 2007–2008 – Donald M. Loppnow
- 2008–2009 – Susan W. Martin
- 2009– ... – Sandy Norton[14]

## Kolegia i szkoły
Strukturę organizacyjną ISU tworzą:
- kolegia i wydziały,
- centra i instytuty badawcze.

Podstawowymi jednostkami są m.in. Graduate School, Honors College, jednostka realizująca Extended Programs (m.in. zdalne kształcenie na różnych poziomach) oraz kolegia, których profil charakteryzują nazwy wydziałów lub realizowanych programów:
College of Arts and Sciences
Africology & African American Studies; Art; Biology; Chemistry, Communication, Media, and Theatre Arts, Computer Science, Economics, English Language and Literature, Geography and Geology, History and Philosophy, Interdisciplinary Environmental Science & Society (IESS), Mathematics, Music and Dance, Physics and Astronomy, Political Science, Psychology, Sociology, Anthropology, and Criminology, Women’s and Gender Studies, World Languages
College of Business
Accounting & Finance, Interdisciplinary Programs, Computer Information Systems, Management, Marketing, Center for Entrepreneurship, Small Business & Technology Development Center
College of Education
Department of Teacher Education, Department of Special Education, Department of Leadership & Counseling, Army ROTC (Reserve Officers' Training Corps) Schools
College of Health and Human Services
Health Promotion & Human Performance, Health Sciences, Interdisciplinary Programs, Nursing, Online and Off-Campus Courses & Programs, Social Work
College of Technology
School of Technology Studies, School of Engineering Technology, Military Science